# اولیویه وردون
اولیویه وردون (انگلیسی: Olivier Verdon؛ زادهٔ ۵ اکتبر ۱۹۹۵) بازیکن فوتبال اهل فرانسه است.
از باشگاه‌هایی که در آن بازی کرده‌است می‌توان به باشگاه فوتبال بوردو، باشگاه فوتبال دپورتیوو آلاوس، و باشگاه فوتبال سوشو اشاره کرد.
وی همچنین در تیم ملی فوتبال بنین بازی کرده‌است.